# Alajos Stróbl
Alajos Stróbl (n. 21 iunie 1856, Liptovský Hrádok, Žilinský kraj, Slovacia – d. 13 decembrie 1926, Budapesta, Regatul Ungariei) a fost un sculptor și artist maghiar. A creat o operă sculpturală caracterizată printr-o modelare realistă sensibilă și a devenit unul dintre cei mai renumiți sculptori de monumente memoriale din Ungaria de la începutul secolului al XX-lea.

## Biografie
Născut pe 21 iunie 1856 la Királylehota, Regatul Ungariei, Imperiul Austriac (astăzi Kráľova Lehota, Slovacia), Strobl a fost elev al lui Kaspar von Zumbusch între 1876 și 1880. Era un tânăr sculptor atunci când statuia lui Perseu (1882) a atras asupra lui atenția populației din Ungaria.
El a creat două statui pentru fațada Operei din Budapesta și încă două statui (Erkel și Liszt) pentru intrarea în clădirea Operei. De atunci, el a devenit cel mai popular sculptor de monumente memoriale din Ungaria. A sculptat statuia lui János Arany (1893) care se află în fața clădirii Muzeului Național al Ungariei și Fântâna Matthias (1904) din Castelul Buda. Stróbl a realizat, de asemenea, două statui funerare pentru ramura maghiară a familiei de Habsburg, care străjuiesc Cripta Palatinală din Castelul Buda.
În 1906 a sculptat statuia ecvestră a regelui Ștefan cel Sfânt de pe Bastionul Pescarilor. În același an, a finalizat, de asemenea, Memorialul Semmelweis, care se află acum la Spitalul Rókus.
În colaborare cu Kálmán Gerster, Stróbl a realizat câteva statui pentru Mausoleul Kossuth în 1907 și pentru Monumentul memorial al reginei Elisabeta. Alte statui sunt expuse în spații publice ale câtorva orașe din Ungaria: statuia lui János Arany, realizată în 1910, se află la Nagykörös, iar un monument memorial al lui Szécheny, finalizat în 1914, se află în orașul Szeged. Stróbl a creat, de asemenea, un monument memorial apoteotic apoteoza a lui Károly Lotz, care este expus în orașul Stansted din Anglia. Lucrările sale din anii 1920, precum statuia lui Jókai (1921), compoziția Fete citind (1921), monumentul memorial al lui Sándor Károlyi și busturile lui József Eötvös și János Arany, se află acum în locuri publice proeminente din Budapesta.
Alajos Stróbl a creat, de asemenea, un număr mare de portrete impresioniste (Autoportret la tinerețe, 1878, Femeie tânără, 1916-1918, Pál Szinyei Merse, 1919 și multe altele. Mama noastră, una dintre principalele sale lucrări, a câștigat Marele Premiu la Expoziția Universală de la Paris.
O lungă perioadă de timp Stróbl a predat la Școala Maghiară de Artă, în prezent Universitatea Maghiară de Arte Frumoase, exercitând o influență semnificativă asupra artei maghiare din acea perioadă.
A murit în Budapesta pe 13 decembrie 1926.

## Galerie

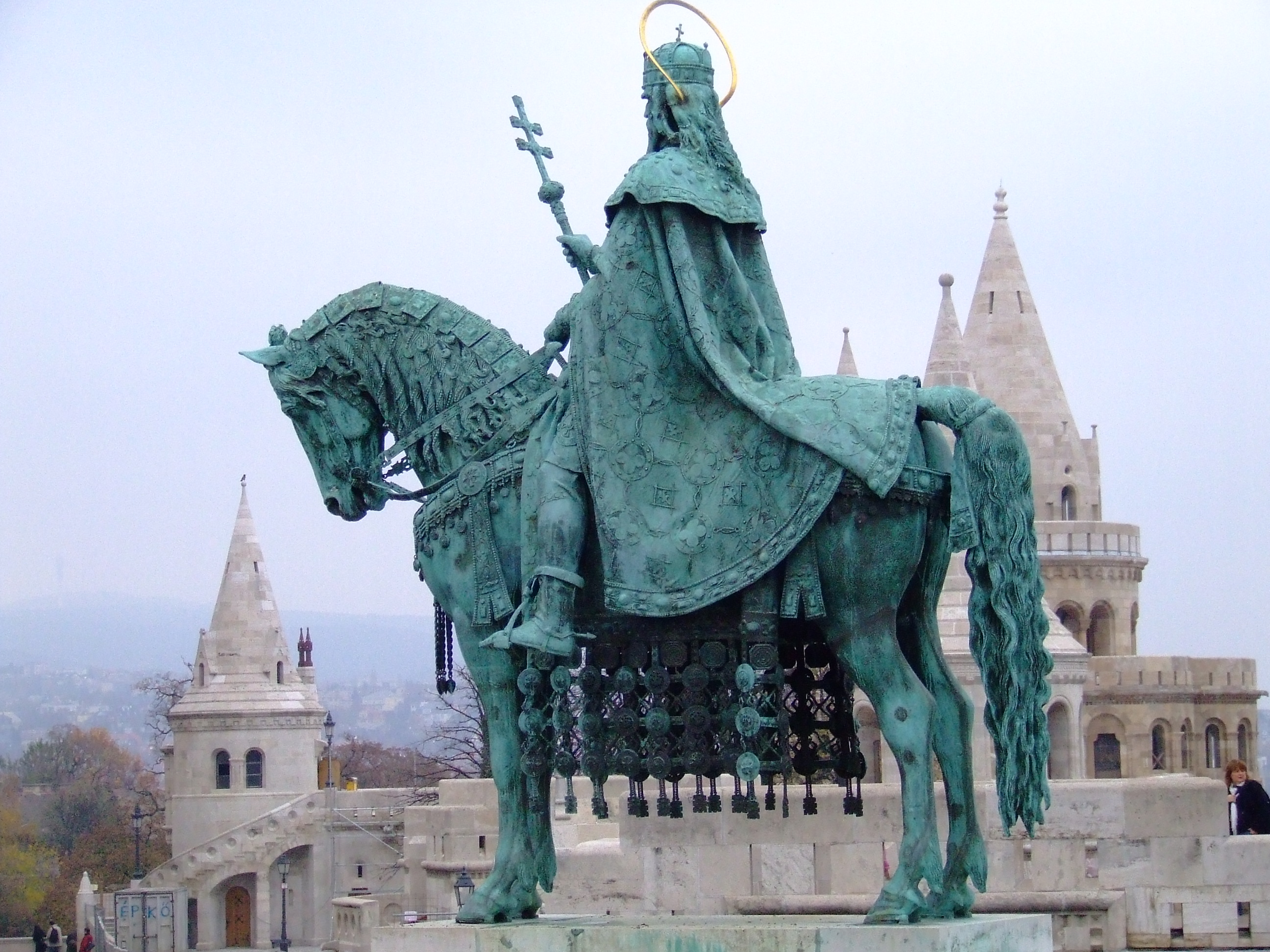
Statuia ecvestră a regelui Ștefan cel Sfânt al Ungariei, aflată pe Bastionul Pescarilor din Castelul Buda
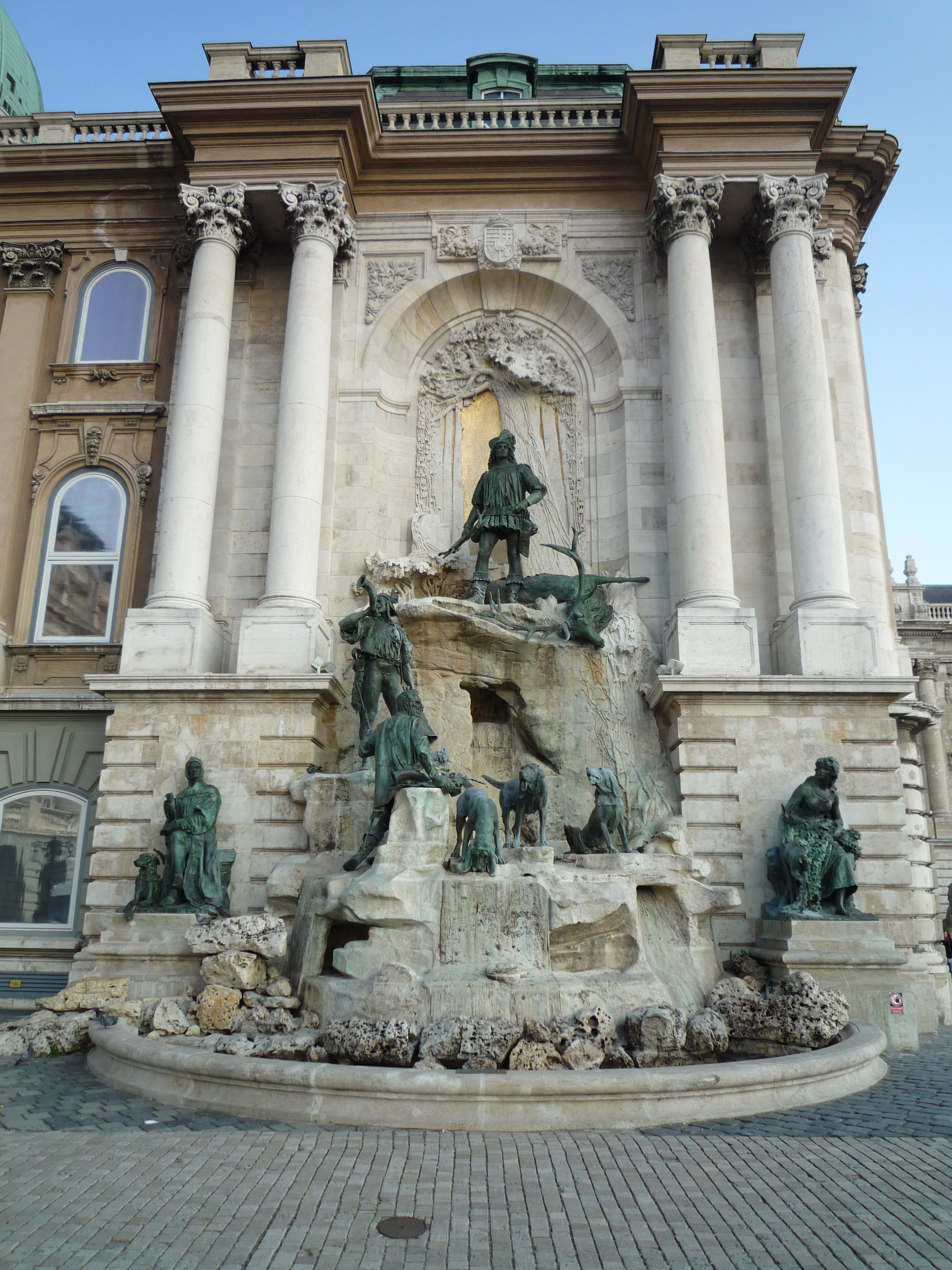
Fântâna Matthias din Castelul Buda, Budapesta
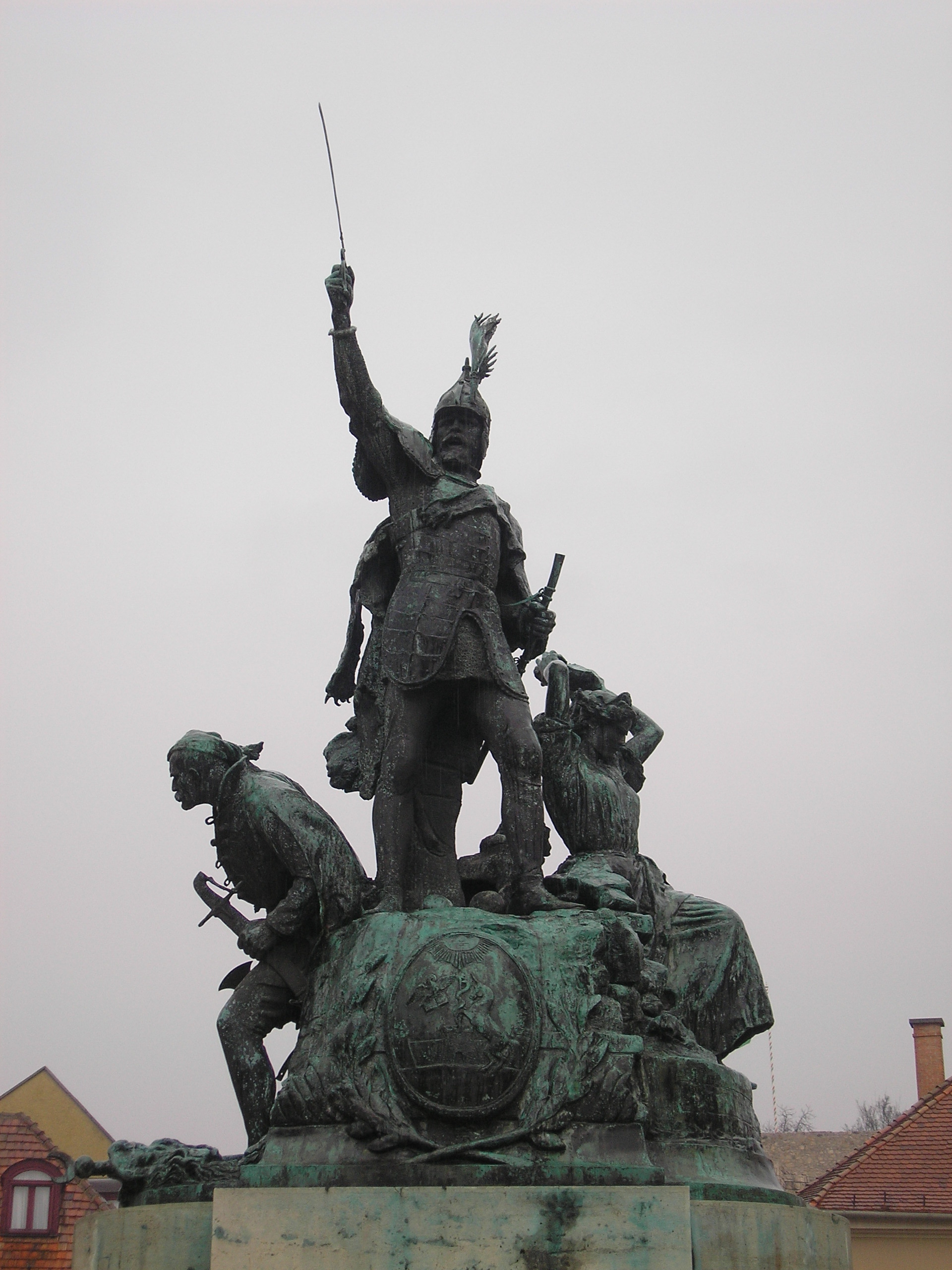
Monumentul lui István Dobó, eroul de la Eger, care a apărat castelul Eger în războiul cu turcii din 1552
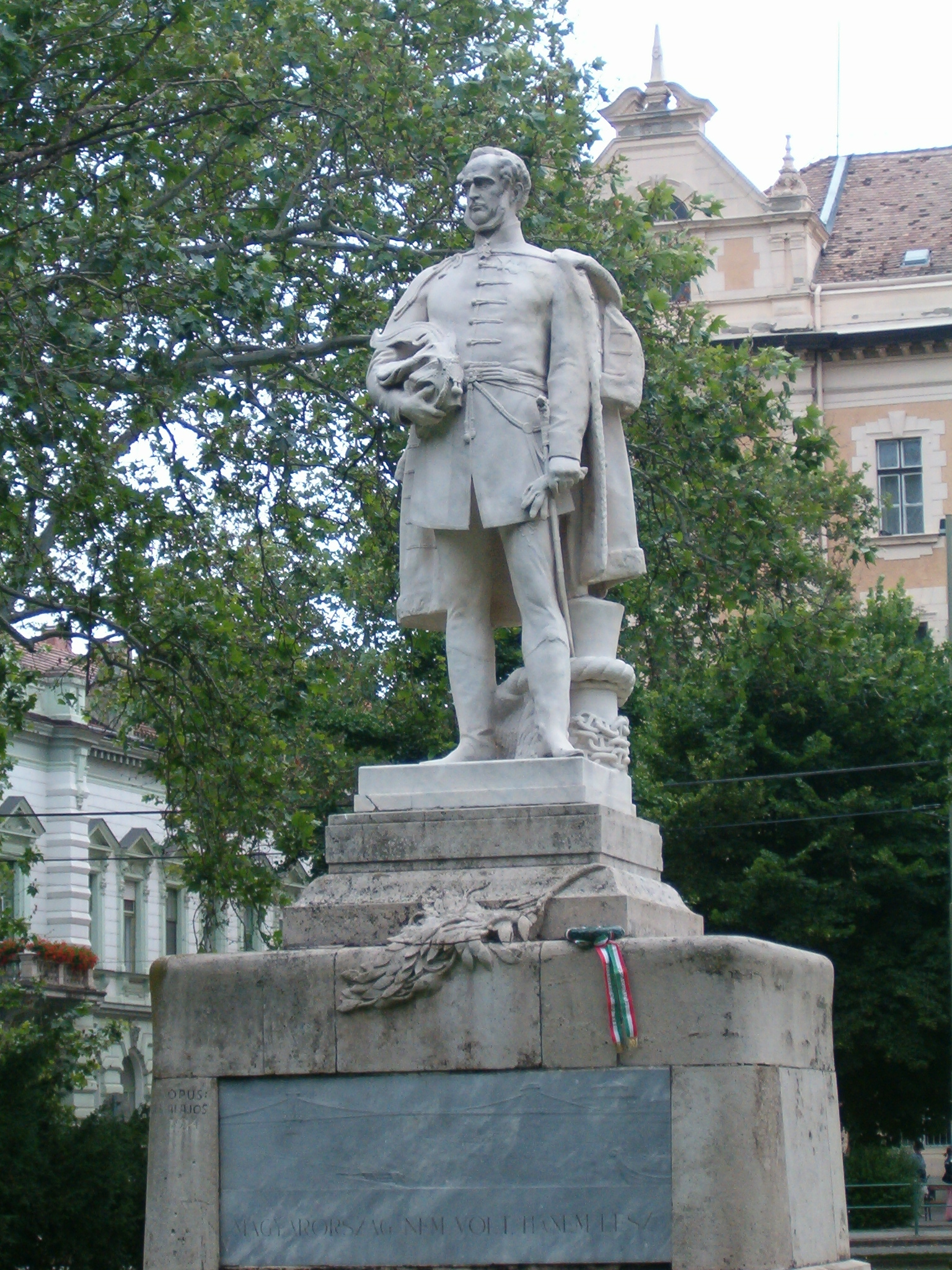
Statuia lui István Széchenyi din Szeged
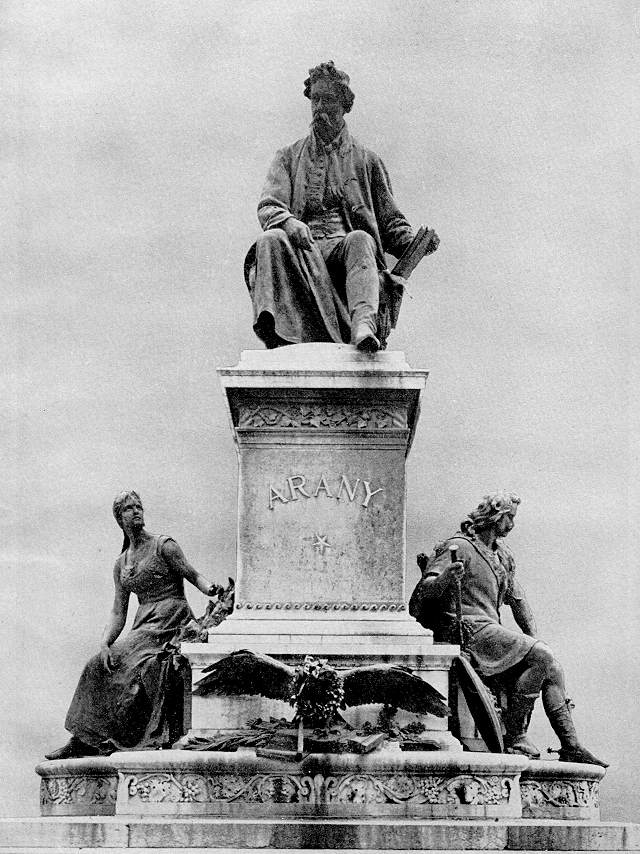
Monumentul poetului János Arany, în parcul Muzeului Național al Ungariei din Budapesta
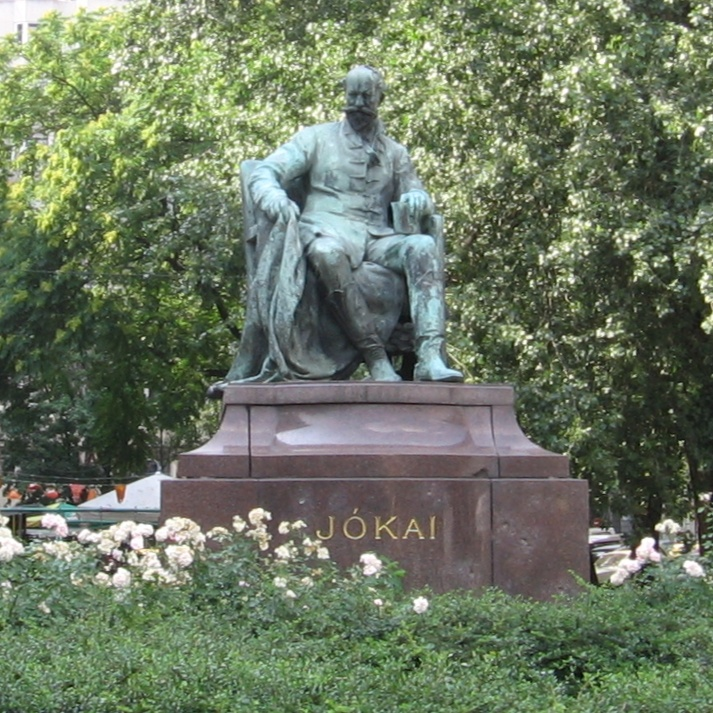
Sculptura romancierului Mór Jókai din Budapesta
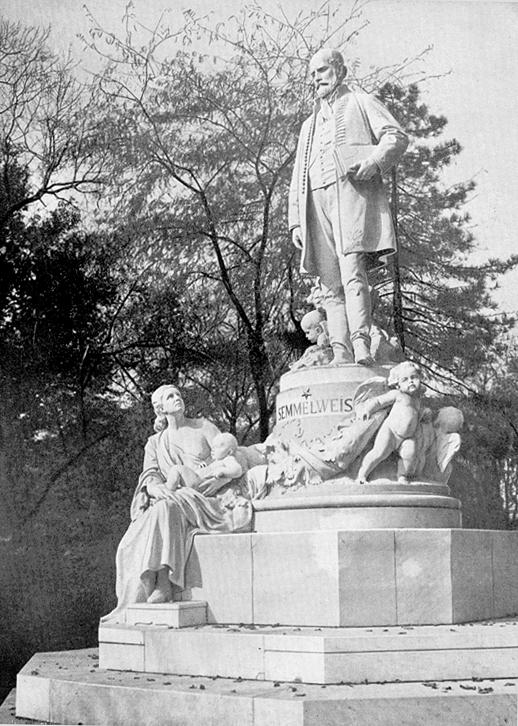
Monumentul lui Ignaz Semmelweis din Budapesta
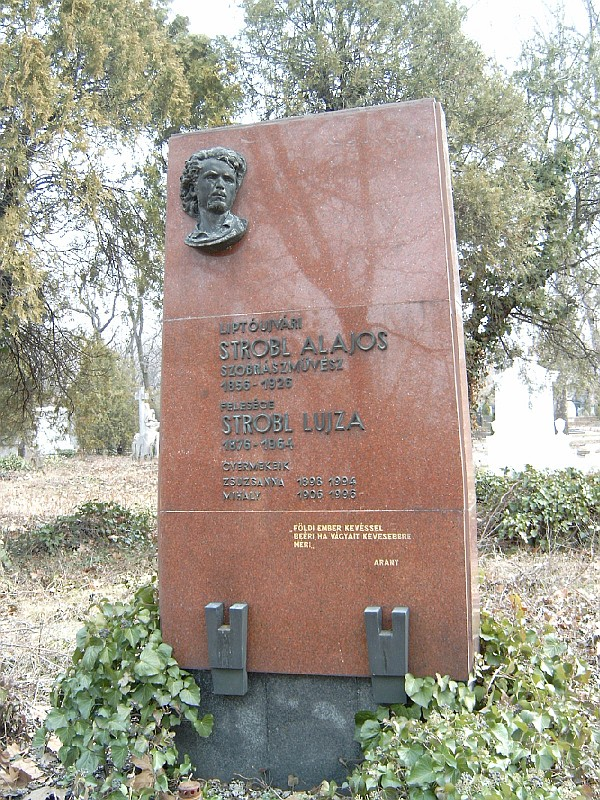
Mormântul lui Alajos Stróbl din Cimitirul Kerepesi din Budapesta

## Legături externe
- Fine Arts in Hungary from the beginning to the mid 20th Century
- Gallery of works